# Saint-Ciergues
Saint-Ciergues è un comune francese di 187 abitanti situato nel dipartimento dell'Alta Marna nella regione del Grand Est.

## Società

### Evoluzione demografica
Abitanti censiti